# Markus Näslund
Markus Näslund (Örnsköldsvik, 20 luglio 1973) è un ex hockeista su ghiaccio svedese che ha giocato nella National Hockey League con le squadre dei Pittsburgh Penguins, dei Vancouver Canucks e dei New York Rangers.

## Statistiche
Statistiche aggiornate a luglio 2011.
| Stagione   | Squadra               | Stagione regolare | Stagione regolare | Stagione regolare | Stagione regolare | Stagione regolare | Stagione regolare | Playoff | Playoff | Playoff | Playoff | Playoff |
| Stagione   | Squadra               | Lega              | P                 | G                 | A                 | Pt                | PIM               | P       | G       | A       | Pt      | PIM     |
| ---------- | --------------------- | ----------------- | ----------------- | ----------------- | ----------------- | ----------------- | ----------------- | ------- | ------- | ------- | ------- | ------- |
| 1988-89    | Örnsköldsvik          | SEL-3             | 14                | 7                 | 6                 | 13                | —                 | —       | —       | —       | —       |         |
| 1989-90    | MODO Hockey Jr        | SEL-2             | 33                | 43                | 35                | 78                | 20                | —       | —       | —       | —       | —       |
| 1990-91    | MODO Hockey           | SEL               | 32                | 10                | 9                 | 19                | 14                | —       | —       | —       | —       | —       |
| 1991-92    | MODO Hockey           | SEL               | 39                | 22                | 18                | 40                | 54                | —       | —       | —       | —       | —       |
| 1992-93    | MODO Hockey Jr        | SEL-2             | 2                 | 4                 | 1                 | 5                 | 2                 | —       | —       | —       | —       | —       |
| 1992-93    | MODO Hockey           | SEL               | 39                | 22                | 17                | 39                | 67                | 3       | 3       | 2       | 5       | 0       |
| 1993-94    | Pittsburgh Penguins   | NHL               | 71                | 4                 | 7                 | 11                | 27                | —       | —       | —       | —       | —       |
| 1993-94    | Cleveland Lumberjacks | IHL               | 5                 | 1                 | 6                 | 7                 | 4                 | —       | —       | —       | —       | —       |
| 1994-95    | Pittsburgh Penguins   | NHL               | 14                | 2                 | 2                 | 4                 | 2                 | —       | —       | —       | —       | —       |
| 1994-95    | Cleveland Lumberjacks | IHL               | 7                 | 3                 | 4                 | 7                 | 6                 | 4       | 1       | 3       | 4       | 8       |
| 1995-96    | Pittsburgh Penguins   | NHL               | 66                | 19                | 33                | 52                | 36                | —       | —       | —       | —       | —       |
| 1995-96    | Vancouver Canucks     | NHL               | 10                | 3                 | 0                 | 3                 | 6                 | 6       | 1       | 2       | 3       | 8       |
| 1996-97    | Vancouver Canucks     | NHL               | 78                | 21                | 20                | 41                | 30                | —       | —       | —       | —       | —       |
| 1997-98    | Vancouver Canucks     | NHL               | 76                | 14                | 20                | 34                | 56                | —       | —       | —       | —       | —       |
| 1998-99    | Vancouver Canucks     | NHL               | 80                | 36                | 30                | 66                | 74                | —       | —       | —       | —       | —       |
| 1999-00    | Vancouver Canucks     | NHL               | 82                | 27                | 38                | 65                | 64                | —       | —       | —       | —       | —       |
| 2000-01    | Vancouver Canucks     | NHL               | 72                | 41                | 34                | 75                | 58                | —       | —       | —       | —       | —       |
| 2001-02    | Vancouver Canucks     | NHL               | 81                | 40                | 50                | 90                | 50                | 6       | 1       | 1       | 2       | 2       |
| 2002-03    | Vancouver Canucks     | NHL               | 82                | 48                | 56                | 104               | 52                | 14      | 5       | 9       | 14      | 18      |
| 2003-04    | Vancouver Canucks     | NHL               | 78                | 35                | 49                | 84                | 58                | 7       | 2       | 7       | 9       | 2       |
| 2004-05    | MODO Hockey           | SEL               | 13                | 8                 | 9                 | 17                | 8                 | 6       | 0       | 1       | 1       | 10      |
| 2005-06    | Vancouver Canucks     | NHL               | 81                | 32                | 47                | 79                | 66                | —       | —       | —       | —       | —       |
| 2006-07    | Vancouver Canucks     | NHL               | 82                | 24                | 36                | 60                | 54                | 12      | 4       | 1       | 5       | 16      |
| 2007–08    | Vancouver Canucks     | NHL               | 82                | 25                | 30                | 55                | 46                | —       | —       | —       | —       | —       |
| 2008–09    | New York Rangers      | NHL               | 82                | 24                | 22                | 46                | 57                | 7       | 1       | 2       | 3       | 10      |
| 2009–10    | MODO Hockey           | SEL               | 29                | 10                | 19                | 29                | 20                | —       | —       | —       | —       | —       |
| Totale NHL | Totale NHL            | Totale NHL        | 1117              | 395               | 474               | 869               | 736               | 52      | 14      | 22      | 36      | 56      |
| Totale SEL | Totale SEL            | Totale SEL        | 152               | 72                | 71                | 143               | 161               | 9       | 3       | 3       | 6       | 10      |
| Totale IHL | Totale IHL            | Totale IHL        | 12                | 4                 | 10                | 14                | 10                | 4       | 1       | 3       | 4       | 8       |

## Palmarès

### Nazionale
- Campionato mondiale IIHF

 1993
 1999, 2002
- Campionato mondiale IIHF Under-20

 1992; 1993
- Campionato europeo IIHF Under-18

 1991
- World Cup of Hockey

 1996